# Tàngara de Cabanis
El tàngara de Cabanis (Poecilostreptus cabanisi) és una espècie d'ocell passeriforme de la família Thraupidae bastant escassa que només es troba a Mèxic i Guatemala.
Habita en regions humides de muntanya (bosc de boira i selva de muntanya) a altures entre 1 000 i 2 000 msnm, en el sud-est de l'estat de Chiapas (Mèxic) i el sud-oest de Guatemala.